# Atherigona nigritibiella
Atherigona nigritibiella är en tvåvingeart som beskrevs av Fan och Liu 1982. Atherigona nigritibiella ingår i släktet Atherigona och familjen husflugor. Inga underarter finns listade i Catalogue of Life.